# Volta à Suíça Feminina
O Volta à Suíça Feminina (oficialmente: Tour de Suisse Women) é uma corrida profissional feminina por etapas que se disputa na Suíça.
É a versão feminina da corrida homónima e foi criada no ano 2021 como corrida do calendário internacional feminino da UCI dentro da categoria 2.1 e foi vencida pela ciclista britânica Lizzie Deignan.

## Palmarés
| Ano  | Vencedor       | Segundo          | Terceiro             |
| ---- | -------------- | ---------------- | -------------------- |
| 2021 | Lizzie Deignan | Elise Chabbey    | Marlen Reusser       |
| 2022 | Lucinda Brand  | Kristen Faulkner | Pauliena Rooijakkers |
| 2023 | Marlen Reusser | Demi Vollering   | Elisa Longo Borghini |
| 2024 | Demi Vollering | Neve Bradbury    | Elisa Longo Borghini |
| 2025 |                |                  |                      |

## Palmarés por países
Atualizado após edição de 2023
| País          | Vitórias | Última vencedora       |
| ------------- | -------- | ---------------------- |
| Reino Unido   | 1        | Lizzie Deignan em 2021 |
| Países Baixos | 1        | Lucinda Brand em 2022  |
| Suíça         | 1        | Marlen Reusser em 2023 |